# Campionat del món de ciclisme en pista de 1991

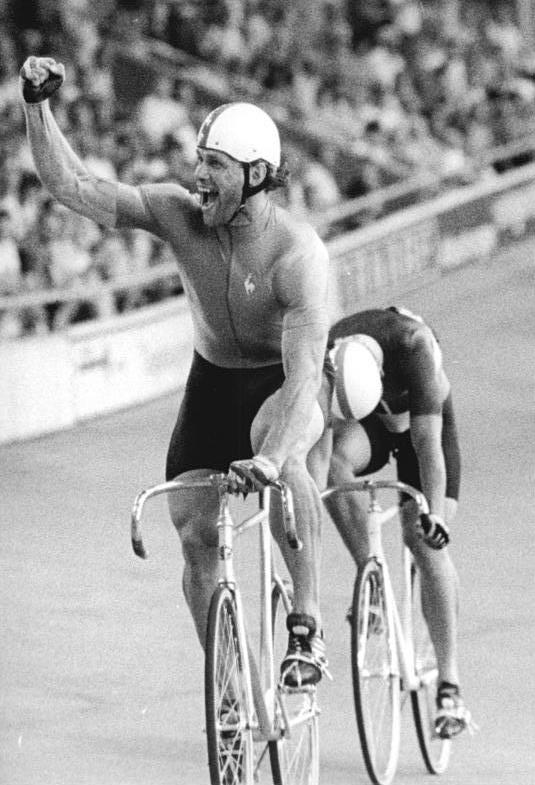
Fotografia de Michael Hübner, guanyador en la prova de Keirin.

El Campionat Mundial de Ciclisme en Pista de 1991 es va celebrar a Stuttgart (Alemanya) del 13 al 18 d'agost de 1991. Les competicions es van celebrar al Hanns-Martin-Schleyer-Halle de Stuttgart. En total es va competir en 15 disciplines, 12 de masculines i 3 de femenines.

## Resultats

### Masculí

#### Professional
| Prova                 | Or                                    | Argent                     | Bronze                          |
| Velocitat individual  | Carey Hall · Austràlia                | Fabrice Colas · França     | Stephen Pate · Austràlia        |
| Persecució individual | Francis Moreau · França               | Shaun Wallace · Regne Unit | Colin Sturgess · Regne Unit     |
| Cursa per punts       | Viatxeslav Iekímov · Unió Soviètica · | Francis Moreau · França    | Peter Pieters · Països Baixos · |
| Keirin                | Michael Hübner · Alemanya             | Claudio Golinelli · Itàlia | Fabrice Colas · França          |
| Darrere moto          | Danny Clark · Austràlia               | Peter Steiger · Suïssa     | Arno Kuttel · Suïssa            |

#### Amateur
| Prova                     | Or                                                                            | Argent                                                                                    | Bronze                                                                      |
| Velocitat individual      | Jens Fiedler · Alemanya                                                       | Bill Huck · Alemanya                                                                      | Gary Neiwand · Austràlia                                                    |
| Persecució individual     | Jens Lehmann · Alemanya                                                       | Michael Glöckner · Alemanya                                                               | Jan-Bo Petersen · Dinamarca                                                 |
| Persecució per equips     | Alemanya · Michael Glöckner · Stefan Steinweg · Jens Lehmann · Andreas Walzer | Unió Soviètica · Ievgueni Berzin · Vladislav Bóbrik · Vadim Kravtchenko · Dmitri Nelyubin | Austràlia · Brett Aitken · Stuart O'Grady · Stephen Mcglede · Shawn O'Brien |
| Quilòmetre contrarellotge | José Moreno · Espanya ·                                                       | Jens Glücklich · Alemanya ·                                                               | Gene Samuel · Trinitat i Tobago ·                                           |
| Cursa per punts           | Bruno Risi · Suïssa ·                                                         | Stephen Mcglede · Austràlia ·                                                             | Jan-Bo Petersen · Dinamarca ·                                               |
| Tàndem                    | Alemanya · Emanuel Raasch · Eyk Pokorny                                       | Txecoslovàquia · Ľubomír Hargaš · Pavel Buráň                                             | França · Frédéric Lancien · Denis Lemyre                                    |
| Darrere moto              | Roland Königshofer · Àustria                                                  | David Solari · Itàlia                                                                     | Carsten Podlesch · Alemanya                                                 |

### Femení
| Prova                 | Or                               | Argent                        | Bronze                                 |
| Velocitat individual  | Ingrid Haringa · Països Baixos · | Annett Neumann · Alemanya ·   | Connie Paraskevin-Young · Estats Units |
| Persecució individual | Petra Rossner · Alemanya         | Janie Eickhoff · Estats Units | Marion Clignet · França                |
| Cursa per punts       | Ingrid Haringa · Països Baixos · | Kristel Werckx · Bèlgica ·    | Janie Eickhoff · Estats Units          |

## Medaller
| Pos. | País              | Or | Plata | Bronze | Total |
| 1    | Alemanya          | 6  | 4     | 1      | 11    |
| 2    | Països Baixos     | 2  | 0     | 1      | 3     |
| 3    | França            | 1  | 2     | 3      | 6     |
| 4    | Austràlia         | 1  | 1     | 2      | 4     |
| 5    | Suïssa            | 1  | 1     | 1      | 3     |
| 6    | Unió Soviètica    | 1  | 1     | 0      | 2     |
| 7    | Àustria           | 1  | 0     | 0      | 1     |
| 7    | Espanya           | 1  | 0     | 0      | 1     |
| 9    | Itàlia            | 0  | 2     | 0      | 2     |
| 10   | Estats Units      | 0  | 1     | 2      | 3     |
| 11   | Regne Unit        | 0  | 1     | 1      | 2     |
| 12   | Bèlgica           | 0  | 1     | 0      | 1     |
| 12   | Txecoslovàquia    | 0  | 1     | 0      | 1     |
| 14   | Dinamarca         | 0  | 0     | 2      | 2     |
| 15   | Trinitat i Tobago | 0  | 0     | 1      | 1     |
|      | TOTAL             | 14 | 15    | 14     | 43    |